# Veenheidezakdrager
De veenheidezakdrager (Phalacropterix graslinella) is een vlinder uit de familie zakjesdragers (Psychidae). De wetenschappelijke naam van deze soort is voor het eerst geldig gepubliceerd in 1852 door Boisduval.
De soort komt voor in Europa.